# Nicolas (entreprise vinicole)
Pour les articles homonymes, voir Nicolas.
Nicolas est une enseigne française de magasins spécialisés dans la vente de vin. Créée en 1822, son siège social est installé à Thiais dans le département du Val-de-Marne.
L'enseigne Nicolas est détenue par le Groupe Castel.

## Histoire

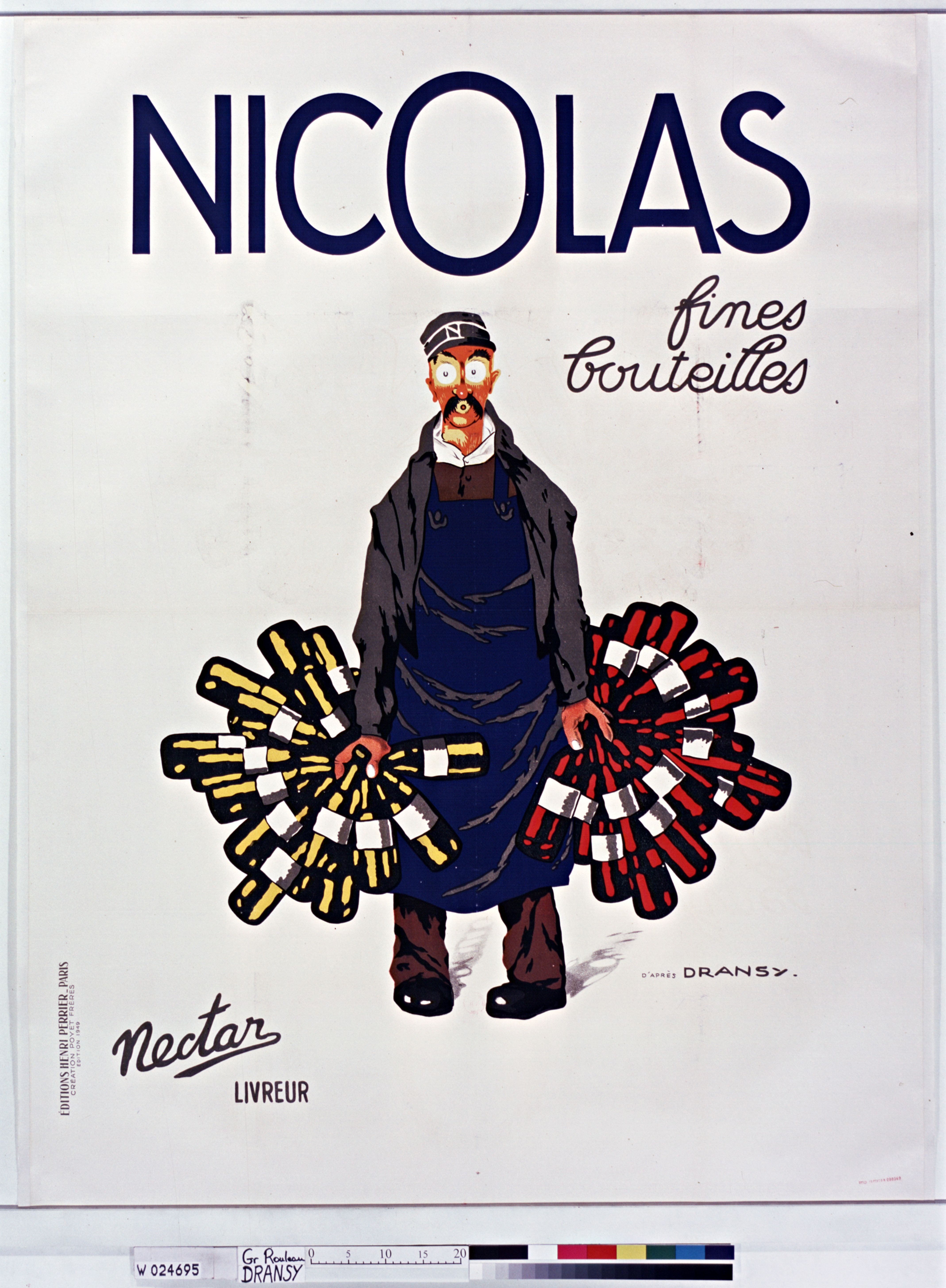
Publicité en 1949.

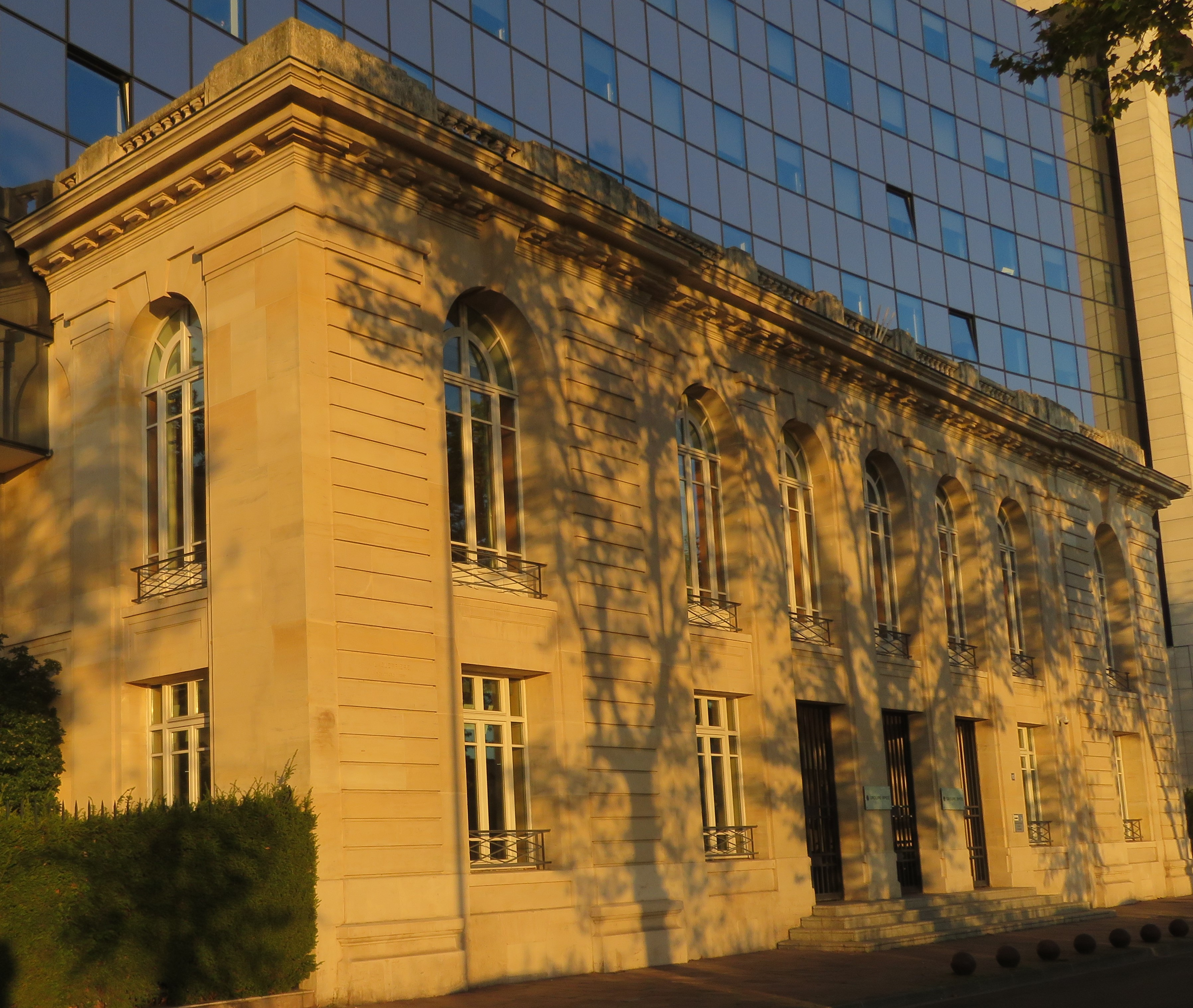
Ancien siège de la société Nicolas à Charenton.

L'enseigne a été créée à Paris en 1822 par Louis Nicolas, qui se lance dans la vente puis dans la livraison de vin en bouteilles aux particuliers. Son commerce est prospère, il multiplie les ouvertures de boutiques pour atteindre 45 en 1900 et 138 en 1919.
L'entreprise s'installe à Charenton sur le quai de Bercy au port aux lions en 1878 puis achète un terrain de 5 hectares dans le quartier des Carrières à l'est de la rue Valmy où elle établit son siège social construit en 1920 par l'architecte Laquerrière dans un style néo classique évoquant l'ancien château de Bercy détruit à proximité en 1861. Sa façade sur l'avenue Winston-Churchill englobée dans le bâtiment des bureaux des Banques populaires est préservée.
Rachetée en 1984 par le groupe Rémy Martin, la marque passe ensuite en 1988 entre les mains du groupe Castel qui abandonne les implantations à Charenton,. Celui-ci développe alors fortement le réseau, jusqu'ici surtout présent en Île-de-France, en ouvrant 300 boutiques entre 1988 et 2012.
En 1995, est lancée la gamme de vins de pays « Les Petites Récoltes », proposée à des prix inférieurs aux autres vins vendus par l'enseigne.
En 2018, le réseau caviste est composé de 498 points de vente en France plus une quinzaine à l'étranger.

## Chiffres clés

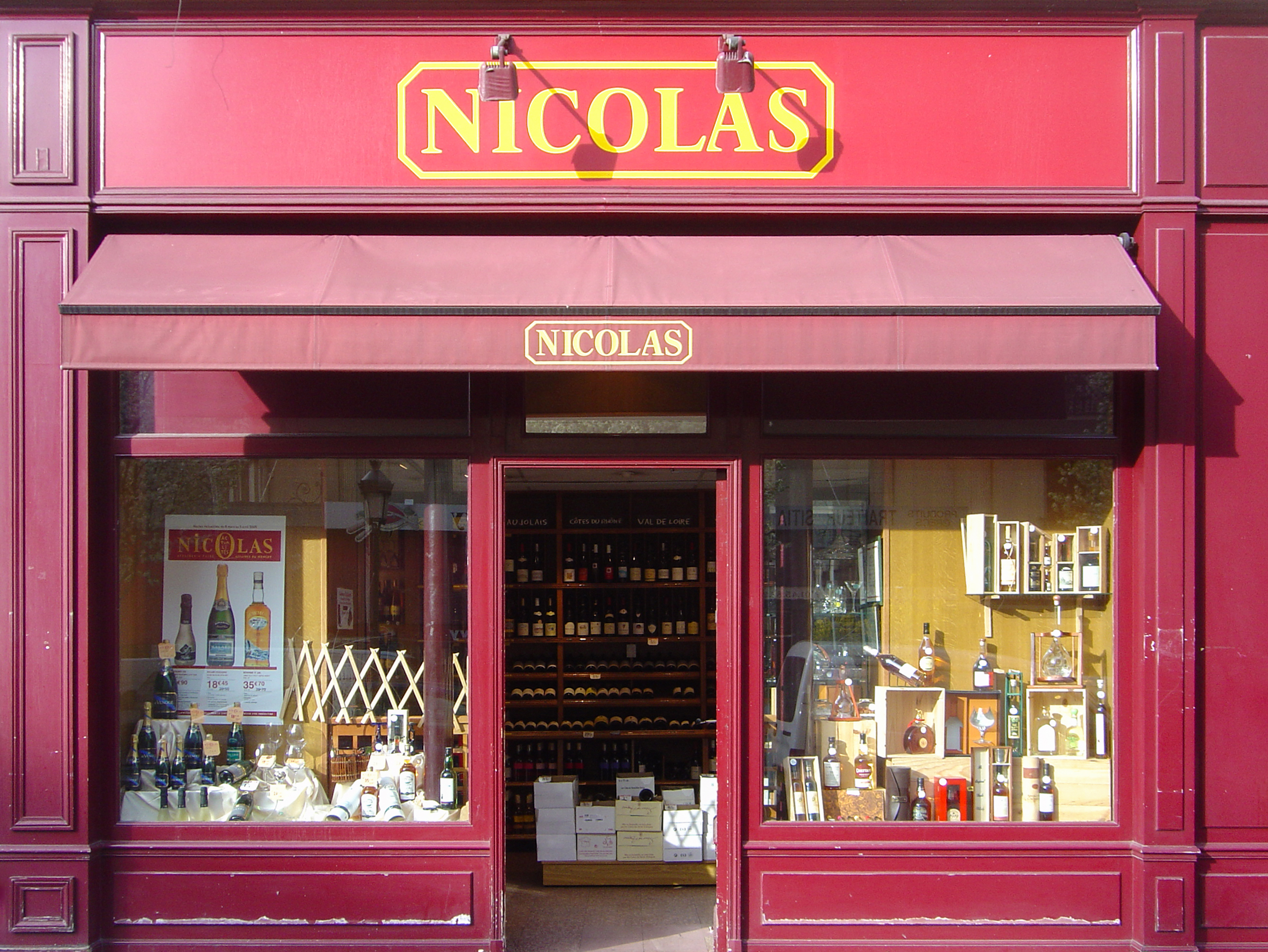
Magasin situé rue Mouffetard à Paris.

Nicolas possède en 2018 plus de 500 magasins, dont 498 en France, implantés dans cinq pays : Belgique, France, Espagne, Maroc, Liban, Royaume-Uni et Suisse.
Les magasins Nicolas vendent obligatoirement les 300 références de vin considérées comme incontournables par l'entreprise. Pour le reste, le responsable de magasin choisit parmi un catalogue de 1 200 bouteilles sélectionnées par le groupe.

## Produits
L'enseigne vend principalement du vin et du champagne, mais également des spiritueux, des gâteaux apéritif et des accessoires, comme des verres et des tire-bouchons.
Elle possède quatre gammes de vins vendus sous marque propre.

## Site internet
Nicolas est un pionnier de la vente en ligne de vin. Le premier site internet marchand a vu le jour en 2000.
Il est depuis le début orienté vers les cavistes et a pour objectif de faire découvrir les produits et les caves de l'enseigne.

## Catalogues Nicolas
Les publications de la société ont été particulièrement recherchées, car les catalogues Nicolas étaient illustrés par des artistes réputés comme Cassandre de l'agence Wallace & Draeger ou van Dongen ou Carlègle (pour le « Livre Quatrième » de « Monseigneur le Vin », sur l'Anjou-Touraine, Alsace, Champagne…).